# ゴールデン☆ベスト 柳ジョージ
『ゴールデン☆ベスト 柳ジョージ』（ゴールデン☆ベスト やなぎジョージ）は、日本のロックミュージシャンである柳ジョージが、2004年6月2日にユニバーサルミュージックからリリースした7枚目のベスト・アルバムである。

## 解説
2001年に発売された『スーパー・バリュー』以来約3年ぶりとなるベスト・アルバムで、各レコード会社が共同で使用している廉価盤ベスト・アルバムシリーズ『ゴールデン☆ベスト』の一つとして発売された。
1994年から1997年までにMCAビクターから発表した楽曲が収録されている。

## 収録曲
| #         | タイトル                                       | 作詞              | 作曲         | 編曲                | 時間  |
| --------- | ---------------------------------------------- | ----------------- | ------------ | ------------------- | ----- |
| 1.        | 「バーニング」                                 | 池永康記 & MISUMI | 樫原伸彦     | 樫原伸彦            | 4:23  |
| 2.        | 「雨に泣いてる (BURNING VERSION)」             | 柳ジョージ        | 柳ジョージ   | 大村憲司            | 4:46  |
| 3.        | 「夢を追いこして」                             | IBIZA             | 筒美京平     | 松下誠              | 4:20  |
| 4.        | 「やっぱり彼女はスゴかった」                   | 鈴木聡 & 後藤次利 | 後藤次利     | 後藤次利            | 4:45  |
| 5.        | 「HURRY UP, BABY!」                            | NOBODY            | NOBODY       | 大槻啓之            | 4:00  |
| 6.        | 「めぐり逢える」                               | 朝水彼方          | 筒美京平     | 新川博              | 3:35  |
| 7.        | 「FOREVER MAN」                                | J.L.Williams      | J.L.Williams | 大村憲司            | 3:19  |
| 8.        | 「MISS YOU」                                   | 柳ジョージ        | 柳ジョージ   | 大村憲司            | 4:15  |
| 9.        | 「GIVE SOME LOVE」                             | 柳ジョージ        | 柳ジョージ   | 松下誠              | 5:28  |
| 10.       | 「BAD GENERATION」                             | 工藤哲雄          | 筒美京平     | Achilles C. Damigos | 4:03  |
| 11.       | 「Mother Tree」                                | 山田ひろし        | 柳ジョージ   | 大村憲司            | 5:19  |
| 12.       | 「やっぱりレヴューはスゴかった」               | 鈴木聡            | 後藤次利     | 後藤次利            | 2:55  |
| 13.       | 「想い出がありすぎて」                         | 三浦徳子          | 羽場仁志     | 澤近泰輔            | 5:05  |
| 14.       | 「WEEP NO MORE」                               | 工藤哲雄          | 柳ジョージ   | 岡沢敏夫            | 5:02  |
| 15.       | 「バーニング (CM VERSION)」                    | 池永康記 & MISUMI | 樫原伸彦     | 樫原伸彦            | 3:15  |
| 16.       | 「青い瞳のステラ、1962年夏… (LIVE)」           | 水甫杜司          | 上綱克彦     | 後藤次利・田原音彦  | 5:22  |
| 17.       | 「微笑の法則 〜スマイル・オン・ミー〜 (LIVE)」 | 柳ジョージ        | 柳ジョージ   | 後藤次利・田原音彦  | 2:50  |
| 18.       | 「酔って候 (LIVE)」                            | 柳ジョージ        | 柳ジョージ   | 後藤次利・田原音彦  | 3:41  |
| 合計時間: | 合計時間:                                      | 合計時間:         | 合計時間:    | 合計時間:           | 76:23 |

## 楽曲解説
1. バーニング
  - 22ndシングル。シングルヴァージョンは初収録。
  - アサヒスーパードライ '96 CMソング[4]
2. 雨に泣いてる (BURNING VERSION)
  - 14thアルバム『BURNING』収録曲。柳ジョージ&レイニーウッドの4thシングル「雨に泣いてる…」のセルフカバー。
3. 夢を追いこして
  - 20thシングル。
  - ロッテ ガーナチョコレート TV-CFソング[5]
4. やっぱり彼女はスゴかった
  - 21stシングル。
  - カネボウ '95 レヴュー イメージソング[6]
5. HURRY UP, BABY!
  - 23rdシングル。
  - 森永製菓『ICE GUY』CMソング[7]
6. めぐり逢える
  - 19thシングル。
  - NTTタウンページCMソング[8]
7. FOREVER MAN
  - カヴァーアルバム『Lovin' Cup』収録。エリック・クラプトンが、1985年に発表した楽曲「Forever Man」のカヴァー。
  - NISSAN『グロリア』CMソング[9]
8. MISS YOU
  - 22ndシングル「バーニング」のカップリング曲。
9. GIVE SOME LOVE
  - 20thシングル「夢を追いこして」のカップリング曲。
10. BAD GENERATION
  - 20thシングル「夢を追いこして」のカップリング曲。アルバム初収録。
11. Mother Tree
  - 21stシングル「やっぱり彼女はスゴかった」のカップリング曲。
  - 東映映画『螢II 赤い傷痕』[10]主題歌
12. やっぱりレヴューはスゴかった
  - 21stシングル「やっぱり彼女はスゴかった」のカップリング曲。アルバム初収録。
  - カネボウ '95 レヴュー CMソング
13. 想い出がありすぎて
  - 23rdシングル「HURRY UP, BABY!」のカップリング曲。アルバム初収録。
  - 森永製菓『ミルクキャラメル』CMソング
14. WEEP NO MORE
  - 19thシングル「めぐり逢える」のカップリング曲。シングルヴァージョンは初収録。
15. バーニング (CM VERSION)
  - 22ndシングル「バーニング」のカップリング曲。アルバム初収録。
  - アサヒスーパードライ '96 CMソング
16. 青い瞳のステラ、1962年夏… (LIVE)
  - 柳ジョージ&レイニーウッドの8thシングル「青い瞳のステラ、1962年夏…」のライヴヴァージョンで、ライヴアルバム『Live “CLASSICS”』に収録されている。
17. 微笑の法則 〜スマイル・オン・ミー〜 (LIVE)
  - 柳ジョージ&レイニーウッドの6thシングル「微笑の法則 〜スマイル・オン・ミー〜」のライヴヴァージョンで、ライヴアルバム『Live “CLASSICS”』に収録されている。
18. 酔って候 (LIVE)
  - 柳ジョージ&レイニーウッドの2ndシングル「酔って候」のライヴヴァージョンで、ライヴアルバム『Live “CLASSICS”』に収録されている。